# Franciszek Libermann
Franciszek Libermann (właśc. Jakub Libermann, ur. 12 kwietnia 1802 w Saverne, zm. 2 lutego 1852 w Paryżu) – Czcigodny Sługa Boży Kościoła katolickiego, francuski duchowny katolicki pochodzenia żydowskiego, założyciel Zgromadzenia Ducha Świętego pod opieką Niepokalanego Serca Maryi.

## Życiorys
Był piątym synem Lazara Libermanna, rabina, którego rodzina pochodziła z Polski. Ukończył studia hebrajskie w Wyższej Szkole Talmudycznej w Metzu. 24 grudnia 1836 w Paryżu przyjął chrzest; otrzymał przy okazji imiona Franciszek Maria Paweł.
18 września 1841 w Amiens został wyświęcony na kapłana. W tym samym roku otworzył dom nowicjatu Zgromadzenia Niepokalanego Serca Maryi w La Neuville niedaleko Amiens. W 1848 to zgromadzenie połączyło się z dawnymi członkami Seminarium Ducha Świętego i przyjęło nazwę Zgromadzenie Ducha Świętego pod opieką Niepokalanego Serca Maryi (Congregatio Sancti Spiritus sub tutela Immaculati Cordis Mariae). 
19 czerwca 1910 papież Pius X wydał dekret, na mocy którego Libermann nosi tytuł Sługi Bożego.